# Carta europea dell'autonomia locale
La Carta europea dell'autonomia locale è stata proposta dalla Conferenza dei poteri locali e regionali del Consiglio d'Europa nel 1981 e, dopo un lungo negoziato, poi aperta alla firma degli stati membri del Consiglio d'Europa il 15 ottobre 1985. È stata firmata da tutti gli stati membri del Consiglio.
La Carta obbliga le Parti che l'hanno ratificata di applicare le regole fondamentali per garantire l'indipendenza politica, amministrativa e finanziaria degli enti locali e prevede che il principio dell'autonomia locale sia riconosciuto dal diritto nazionale e protetto dalla Costituzione, permettendo agli enti locali di essere eletti con suffragio universale. La Carta è il primo strumento legale ad adoperare il principio di sussidiarietà in tutti i 46 stati membri del Consiglio d'Europa.
Le autorità locali devono, nei limiti della legge e sotto la loro propria responsabilità, gestire e controllare una parte sostanziale degli affari pubblici. Seguendo il principio di sussidiarietà, la Carta raccomanda che gli affari pubblici vengano gestiti il più vicino possibile al cittadino e che una gestione a livello superiore venga effettuata solo se la gestione al livello inferiore è impossibile oppure meno efficace. Per questo fine la Carta stabilisce dei principi che riguardano la protezione dei confini territoriali degli enti locali, l'esistenza di strutture amministrative adeguate, le risorse necessarie per il compimento delle cariche amministrative, le condizioni dell'esercizio di un mandato elettivo locale e la protezione legale dell'autonomia locale.
I principi contenuti nella Carta si applicano ad ogni categoria di autorità locale. Gli stati che ratificano la Carta si considerano legati ad almeno venti paragrafi della Parte I della Carta, di cui almeno dieci tra i seguenti:
Articolo 2; Articolo 3, paragrafi 1 e 2; Articolo 4, paragrafi 1, 2 e 4; Articolo 5; Articolo 7, paragrafo 1; Articolo 8, paragrafo 2; Articolo 9, paragrafo 1, 2 e 3; Articolo 10, paragrafo 1; Articolo 11.
Il Congresso dei poteri locali e regionali offre la possibilità di leggere tutti i rapporti di monitoraggio e dell'osservazione elettorale in inglese e in francese sul suo sito web.
Esiste inoltre la possibilità di comparare le analisi dei rapporti di monitoraggio sul database del Congresso, denominato "Carta-Monitor".